# Земфира
Земфира Талгатовна Рамазанова е руска певица, музикант и композитор. Има 7 издадени албума, като едноименният ѝ албум от 1999 г. попада в класацията на списание „Афиша“ „50 най-добри руски рок албума за всички времена. Избор на младите музиканти“. През 2013 г. получава наградата за най-добър руски артист на годината от MTV Europe.

## Биография
Родена е в Уфа. В ученическите си години се занимава паралелно с музика и баскетбол, като е капитан на градския отбор за девойки и печели титлата на Русия през сезон 1990/91. През 1997 г. завършва Уфимското училище по изкуствата със специалност „естраден вокал“. Първите ѝ изяви са в дует със саксофониста Влад Колчин, като свирят предимно по ресторанти. Работи като звукорежисьор в местното радио Европа плюс и е беквокалистка на групата Спектър Ейс.
През 1998 г. демозапис на Земфира попада в ръцете на продуцента Леонид Бурлаков, който решава да продуцира албум на певицата. С помощта на музикантите от група Мумий трол записва дебютния си албум „Земфира“ от 14 композиции, който излиза през 1999 г. Впоследствие хитове стават песните „Почему?“, „СПИД“, „Аривидерчи“. Земфира представя албума из цяла Русия и става хедлайнер на първото издание на фестивала Нашествие. Земфира и нейната група печелят 4 награди на списание „ОМ“ (Изпълнител на годината, Пробив на годината, Скандалист на годината и Албум на годината) и две на списание Fuzz (Най-добра група и Най-добър албум).
През 2000 г. излиза втория албум на Земфира „Прости меня моя любовь“. Албумът става най-продаваният в Русия за 2000 г. (1,5 млн копия), а песента „Искала“ става част от саундтрака на филма Брат 2. Други хитове от албума са „Хочешь?“ (с участието на оркестър Глобалис), „Город“, „П.М.М.Л.“ На 26 август 2000 г. получава Държавната младежка премия на Башкортостан. През 2001 г. списание ОМ избира Земфира за певица на годината, без да излъчва други номинации в категорията.
На 1 април 2002 г. издава третия си албум „Четырнадцать недель тишины“, който се приема със смесени чувства от критиката. Заснети са клипове към песните „Бесконечность“ и „Мачо“, а албумът е избран за албум на годината на наградите на МУЗ-ТВ. През 2004 г. става автор на саундтрака към филма на Рената Литвинова „Богиня: как я полюбила“. Следва четвъртият албум на певицата „Вендетта“, а в хитове се превръщат песните „Небомореоблака“, „Прогулка“ и „Блюз“. Клипът към „Блюз“ печели наградата на MTV Russia за най-добро видео на годината. През есента на 2006 г. издава първия си концертен албум „Земфира.Live“.
През октомври 2007 г. излиза албумът „Спасибо“, който носи на певицата награда за изпълнител на годината на НАШЕ Радио, а песента „Мы разбиваемся“ печели в номинацията за най-добра музика. През 2010 г. издава албума с b-sides „Z sides“, а през декември същата година получава наградата на Руското авторско общество за принос в развитието на науките, културата и изкуството.
През 2011 г. става автор на саундтрака към филма на Рената Литвинова „Последната приказка на Рита“. През 2013 г. издава последния си албум „Жить в твоей голове“. Заедно с племенниците си Артьом и Артур Рамазанови сформират групата The Uchpochmack, която издава едно EP на английски език под заглавието „First and Last“.
В периода 2015 – 2016 гастролира с концертната програма „Маленький человек“. Освен в Русия, певицата изнася концерти в Израел, САЩ, Канада, Германия, Великобритания и ОАЕ. Концертът ѝ в Москва е излъчен по Първи канал. По време на турнето певицата обявява, че прекратява концертна дейност.
През 2018 г. започва работа по нов албум, от който като сингли са издадени песните „Джозеф“, „Abuse“, „Goodbye“ и „Крым“. Албумът излиза през февруари 2021 г. под заглавието „Бордерлайн“. Песента „Злой человек“, останала извън албума, е заглавна във филма на Рената Литвинова „Северен вятър“.
По време на руското нападение над Украйна през февруари 2022 г., което в Русия е забранено от Путин да се нарича война, на нейния уебсайт се появява само изявлението „нет войне“ („не на войната“), въпреки че Земфира изнася концерт в Москва в деня на началото на войната. На 21 март тя пуска антивоенен видеоклип към песента си от 2017 г. „Не стреляй“, като същевременно изтрива всички останали свои песни от канала си в YouTube. Видеоклипът съдържа кадри от военното нападение на Русия над Украйна и от антивоенните протести в Москва.
Земфира напуска Русия и заживява с интимната си партньорка, актрисата и режисьорка Рената Литвинова във Франция.

## Дискография

### Самостоятелно
- „Земфира“ (1999)
- „Прости меня моя любовь“ (2000)
- „Четырнадцать недель тишины“ (2002)
- „Вендетта“ (2005)
- „Спасибо“ (2007)
- „Жить в твоей голове“ (2013)
- „Бордерлайн“ (2021)

### The Uchpockmack
- Fist and Last (2013)